# Programa de Participação nos Lucros e Resultados
O Programa de Participação nos Lucros e Resultados (PLR) é uma forma de remuneração variável, utilizada mundialmente pelas empresas para cumprimento das estratégias das organizações. Ele visa o alinhamento das estratégias organizacionais com as atitudes dos funcionários dentro do ambiente de trabalho, pois só ocorre a distribuição dos lucros quando algumas metas pré-estabelecidas são cumpridas.
Há uma diferença entre a Participação nos Lucros e a Participação nos Resultados. A Participação nos Lucros refere-se ao direito dos funcionários a parte do resultado econômico da atividade fim da empresa, ou seja, após deduzir os custos e despesas operacionais, sejam elas fixas ou variáveis, das receitas. Já a Participação nos Resultados refere-se ao direito dos funcionários a parte do resultado econômico caso sejam atingidas metas organizacionais, tais como metas de vendas, redução do número de devoluções de mercadorias, entre outros. A periodicidade para apuração do valor a ser distribuído a titulo de PLR é normalmente semestral ou anual. 
O programa é na verdade o vínculo, um elo entre esses dois tipos de programas acima representados, ou seja, é o pagamento aos funcionários devido a resultados planejados tais como, que requer esforços de superação, assim como maior nível de participação das equipes e dos funcionários. 
Costa (1997) salienta que é “imprescindível estabelecer a existência de lucro como condicionante financeira para a distribuição da quantia aos profissionais caso atinjam as metas”, porém, caso se busque a redução de prejuízos, então se poderá traçar tal intenção como meta. 
Motivos para implantar o PLR:
- Incentivo de colaboradores a comprometer-se cada vez mais com os objetivos da empresa
- Gerar melhores resultados organizacionais através de parceria entre empresa e funcionário
- Recompensa os colaboradores pela superação e performance aplicada na busca dos resultados organizacionais.
- É isento de tributação (FGTS,INSS e IR - a isenção do IR é para valores recebidos à título de PLR até R$6.270,00, à partir deste valor é tributado com base na tabela constante do Anexo da Lei 10.101/2000).

Existem algumas práticas errôneas e até mesmo ilegais nestes programas de participação nos lucros, uma dessas práticas mais comum, é quando um determinado valor é negociado através de acordo ou convenções coletivas e posteriormente é pago esse valor já combinado ao empregado. Essa prática é totalmente ilegal e tem sua legalidade prevista no art 2° da lei n° 10101, de 19/12/2000
Há empresas que pagam bônus aos executivos como PLR, e assumem o risco de uma autuação. 
Art. 2° – Será objeto de negociação entre a empresa e seus empregados mediante procedimentos escolhidos de comum acordo.
Portanto não havendo a prática deste procedimento, é caracterizado pagamento de gratificação ou premiação não sendo assim isento dos impostos (INSS, FGTS e IRRF), inclusive a integração nos reflexos trabalhistas (13 salario, férias, DSR, Aviso Prévio).